# 第52步兵師 (德國國防軍)
第52步兵師（德語：52. Infanterie-Division）是納粹德國國防軍陸軍的一個步兵師。該師於1939年8月在锡根組建。
該師於1939年動員，但只在德國西部防守待命，沒有參與入侵波蘭行動。1940年，該師參與入侵法國行動。1941年6月，該師並參與巴巴羅薩行動。此後該師一直在東線作戰。
該師於1943年涅韋爾戰役受重創後，在11月1日解散。

## 註腳
1. ↑  Mitcham（2007年）